# Rainer Pape
Rainer Pape (* 5. März 1926; † 18. Januar 2022 in Herford) war ein deutscher Archivar und Stadthistoriker in Herford.

## Leben und Wirken
Nach dem Schulbesuch und der Reifeprüfung am Friedrichs-Gymnasium Herford studierte Rainer Pape u. a. Geschichte an der Christian-Albrechts-Universität zu Kiel und promovierte dort 1955 bei Wilhelm Koppe mit einer Dissertation „Über die Anfänge Herfords“. Bereits ein Jahr später (1956) wurde er Leiter des Stadtmuseums Herford. Bis zu seinem Eintritt in den Ruhestand 1988 leitete er außerdem das Stadtarchiv Herford. Durch seine zahlreichen wissenschaftlichen und publizistischen Arbeiten bzw. Editionen wurde er bis in sein hohes Alter „der“ Ortshistoriker der Stadt Herford.
Von 1960 bis 1989 hatte Pape die Redaktion des „Herforder Jahrbuchs“ inne und veröffentlichte dort zahlreiche Aufsätze, außerdem in weiteren regionalen Zeitschriften.

## Schriften (Auswahl)
- Gustav Freiherr von Overbeck (1830–1894). Preußischer Vizekonsul, k.u.k. österreichischer Generalkonsul, Maharajah von Sabah, Rajah von Gaya und Sandakan, Datoh Bandahara. In: Lippische Mitteilungen aus Geschichte und Landeskunde, Bd. 28 (1959), S. 163–217.
- Anton Fürstenau. Ein Kaufmann und Diplomat der Reichsstadt Herford im 17. Jahrhundert. In: Herforder Jahrbuch, Bd. 12/14 (1971/1973), S. 60–155.
- Anton Fürstenaus Kampf um die Reichsfreiheit der Stadt Herford (1647–1653). In: Klaus Friedland (Hrsg.): Stadt und Land in der Geschichte des Ostseeraums. Wilhelm Koppe zum 65. Geburtstag überreicht von Freunden und Schülern. Schmidt-Römhild, Lübeck 1973, S. 104–120, ISBN 3-7950-0033-5.
- Herforder Stadtführer. 2. Aufl. Maximilian-Verlag, Herford 1974.
- Elisabeth von der Pfalz. In: Westfälische Lebensbilder, Bd. 12 (1979), S. 23–41.
- Sancta Herfordia. Die Geschichte Herfords von den Anfängen bis zur Gegenwart. Busse, Herford 1979, ISBN 3-87120-857-4.
- "... bis 5 nach 12". Herforder Kriegstagebuch 1944/45. Busse, Herford 1984, ISBN 3-87120-875-2.
- (Bearb.): Urkundenbuch der Stadt Herford. Bd. 1: Urkunden von 1224–1450 (= Herforder Geschichtsquellen, Bd. 1). Groll. Herford 1986.
- Herford in alten Ansichten. 4. Aufl. Europ. Bibl., Zaltbommel 1987.
- Herford zur Kaiserzeit. Busse Seewald, Herford 1989, ISBN 3-512-00839-9.
- Notzeit. Herford zwischen Kapitulation und Währungsreform 1945–1948. Heka-Verlag, Leopoldshöhe1996, ISBN 3-928700-30-8.
- Anton Fürstenau, des Kaisers Kommissar (1593–1653). Historisches aus der Reichsstadt Herford. Selbstverlag, Herford 2005, ISBN 3-9810138-0-8.
- Vom Pimpf zum Plenni. Aus Hitlerjugend-Zeit und Kriegsgefangenschaft eines Herforders. Selbstverlag, Herford 2012, ISBN 3-9810138-3-2 (Autobiografie).
- Leben und Tod im alten Herford. Selbstverlag, Herford 2016, ISBN 978-3-9810138-5-6.
- Herivurth – Herforder Geschichten aus 1200 Jahren. Selbstverlag, Herford 2020, ISBN 978-3-9810138-7-0.
- (mit Mathias Polster): Die Straßen und Plätze von Herford. Von Aawiesenpark bis Zur Bleiche. Verlag für Regionalgeschichte, Bielefeld 2021, ISBN 3-7395-1249-0.